# Trò chơi điện tử ứng dụng hóa

Trò chơi điện tử ứng dụng hóa

Trò chơi điện tử ứng dụng hóa hay còn gọi tắt là game hóa (tiếng Anh: gamification) một thuật ngữ về một xu hướng quản lý mới, cho phép doanh nghiệp, các công ty đưa các ứng dụng trong công việc ngoài đời thực vào trong một trò chơi nhằm giúp mọi người tìm hiểu, nghiên cứu và chơi để tăng năng suất làm việc. hay là việc ứng dụng các thành phần của Game vào trong các lĩnh vực khác để tạo ra một trải nghiệm thú vị cho người dùng, gắn kết người dùng với các ứng dụng phần mềm như website hay mobile app... Trong xu hướng phát triển vài năm gần đây, game hóa đã trở thành thuật ngữ được dùng trong nhiều lĩnh vực như phát triển phần mềm, marketing, giáo dục, hoạt động nhân sự.
Những game hóa là mong muốn nhân viên mình làm công việc mà họ được giao. Hoặc bạn có thể theo dõi công việc nhân viên và rồi thưởng cho họ khi họ làm đúng việc mà họ được giao bằng điểm thưởng, huân chương, vị trí nào đó hoặc thậm chí là tiền. Đây là cách làm mới. Nếu bạn áp dụng cách quản lý này cho một cửa hàng nào đó, hay một siêu thị nào đó đang chạy chương trình điểm thưởng, thì đó cũng là một dạng của game hóa. Đến nay, đây được xem là công cụ tạo động lực làm việc hàng đầu cho nhân viên.

## Lịch sử
Thuật ngữ "game hóa" được đặt ra vào năm 2002 bởi Nick Pelling, một lập trình viên máy tính người Anh đã phát minh, nó đã không được phổ biến cho mãi đến năm 2010. Thuật ngữ "game hóa" đầu tiên được sử dụng rộng rãi trong năm 2010, trong một ý nghĩa cụ thể hơn, đề cập đến việc hợp nhất thực tế xã hội và khía cạnh phần thưởng vào phần mềm trò chơi.
Một số doanh nghiệp đã tạo ra nền tảng game hóa. Trong tháng 10 năm 2007, Bunchball, được hỗ trợ bởi Adobe Systems Incorporated, là công ty đầu tiên cung cấp dịch vụ trò chơi cơ khí, trên Dunder Mifflin Infinity, các trang web cộng đồng cho TV NBC cho Văn phòng. Khách hàng Bunchball đã bao gồm Playboy, Chiquita, Bravo, và The USA Network. Vào tháng 6 năm 2009, một startup Seattle có tên gọi là BigDoor được thành lập, cung cấp công nghệ game hóa đến các trang web không chơi game Badgeville ra mắt vào cuối năm 2010, và lớn lên 15 triệu USD trong ngân sách liên vốn trong năm đầu tiên hoạt động; nó cung cấp các dịch vụ gamification cho một số khách hàng lớn.
Trong số các công ty doanh nghiệp thành lập, SAP AG, Microsoft, IBM, SAP, LiveOps, Deloitte, và các công ty khác đã bắt đầu sử dụng trong các ứng dụng khác nhau của việc game hóa và quy trình.
Một sự kiện khám phá tương lai của việc game hóa, được tổ chức tại University of Waterloo Stratford Campus trong tháng 10 năm 2013.

## Phân loại
Triển khai game hóa gồm 2 hoạt động cơ bản: Thiết kế "tính game" và phát triển game.
Tùy vào mục đích và lĩnh vực ứng dụng, việc phát triển game có thể là xây dựng các trò chơi vận động, xây dựng website và phần mềm có tính tương tác cao, hay phát triển ứng dụng giải trí trên PC, mobile. Một nhà văn nổi tiếng, một họa sĩ giỏi hay một lập trình viên lành nghề chưa chắc là lựa chọn tốt. Hoạt động này đòi hỏi người triển khai phải hiểu rõ các nguyên tắc cơ bản của thiết kế game để có thể tạo ra sản phẩm đúng ý đồ ban đầu của người thiết kế.

## Ứng dụng
Theo nhà tư vấn Gabe Zichermann, game hoá áp dụng những ý tưởng tốt nhất từ game giải trí vào công việc. Thay vì là giải trí đơn thuần thì game hóa tạo mối tương tác trong công việc. Hầu hết công việc đều rất chán, nhưng nếu chuyển sang mô hình game thì sẽ là điều tuyệt vời. Ý tưởng này giúp nhân viên cảm thấy công việc thú vị hơn.
Theo Duncan Lennox, CEO và đồng sáng lập công ty sản xuất ứng dụng game hóa Qstream, phát triển ứng dụng có khả năng áp dụng mô hình game vào công việc là điều không dễ vì ứng dụng doanh nghiệp phải có một giao diện thân thuộc với nhân viên và nhân viên phải sẵn lòng sử dụng. Hầu hết quá trình game hóa đều xoay quanh các giờ đào tạo cho nhân viên. Do vậy, Lennox cho biết công ty ông đưa ra một công cụ đào tạo cho nhân viên bán hàng với mỗi phần nội dung online chỉ khoảng 2 phút.
Hơn nữa, ứng dụng game hóa cần được thiết kế xoay quanh dữ liệu liên quan đến công việc của nhân viên. Tuy vậy, các nhà thiết kế cần phải cẩn thận khi đưa ra giải thưởng đúng với thái độ, tính sáng tạo của người dùng.

### Lĩnh vực giáo dục
Theo báo cáo của Beyond Nintendo, tỷ lệ sự tập trung của học sinh trong lớp học sử dụng công nghệ giáo dục qua các trò chơi đạt tới 92%. Các giáo viên cũng cho biết với các lớp học sử dụng các trò chơi để dạy học, học sinh thường yêu cầu được học môn đó nhiều hơn và cho rằng thời gian học môn đó hơi ngắn.
Tại Mỹ, theo Joey J. Lee và Jessica Hammer của đại học Columbia, những kỹ thuật từ Gamification được áp dụng ở lớp học có thể giúp học sinh năng động trong việc học. Đây có thể coi như một phương hướng giúp học sinh nhận thức rõ các hành động thực tế và giúp học sinh nhận được những lợi ích thiết thực nhất ngay lập tức hơn là những lợi ích trong tương lai. Bởi trong các trò chơi thường bao gồm những sự trải nghiệm được lặp đi lặp lại và vì thế đôi khi học sinh thường phải đối mặt với những sự thất bại được lặp lại. Vì vậy, trong nhiều trò chơi thì cách duy nhất để học đó chính là chơi game để ít nhất một lần thất bại và sau đó sẽ hiểu, phân tích cũng như khắc phục từng lỗi một. Và như thế học sinh có thể cố gắng tiếp tục cho tới khi nào mà họ thành công. Việc áp dụng Gamification sẽ giúp cho học sinh tiếp thêm động lực thông qua việc lĩnh hội cảm xúc, sự chờ đợi, và sự cố gắng.